# Neoscona scylla
Neoscona scylla  (лат.) — вид аранеоморфных пауков рода Neoscona из семейства пауков-кругопрядов (Araneidae). Обитает в Азии.

## Ареал
Neoscona scylla обитает по всей Японии от Хоккайдо до Окинавы и в Корее.

## Описание
Крупный паук. Размер самки 12—15 мм. Чаще всего встречается жёлто-коричневый вариант. Однако, вид N. scylla отличается высоким полиморфизмом. Существует большое количество цветовых вариантов, сильно отличающихся друг от друга. Брюшко яйцевидное, но как и с окраской, существует много других вариантов. Самец 8—10 мм с уменьшенным брюшком, в целом похож на самку.

## Галерея

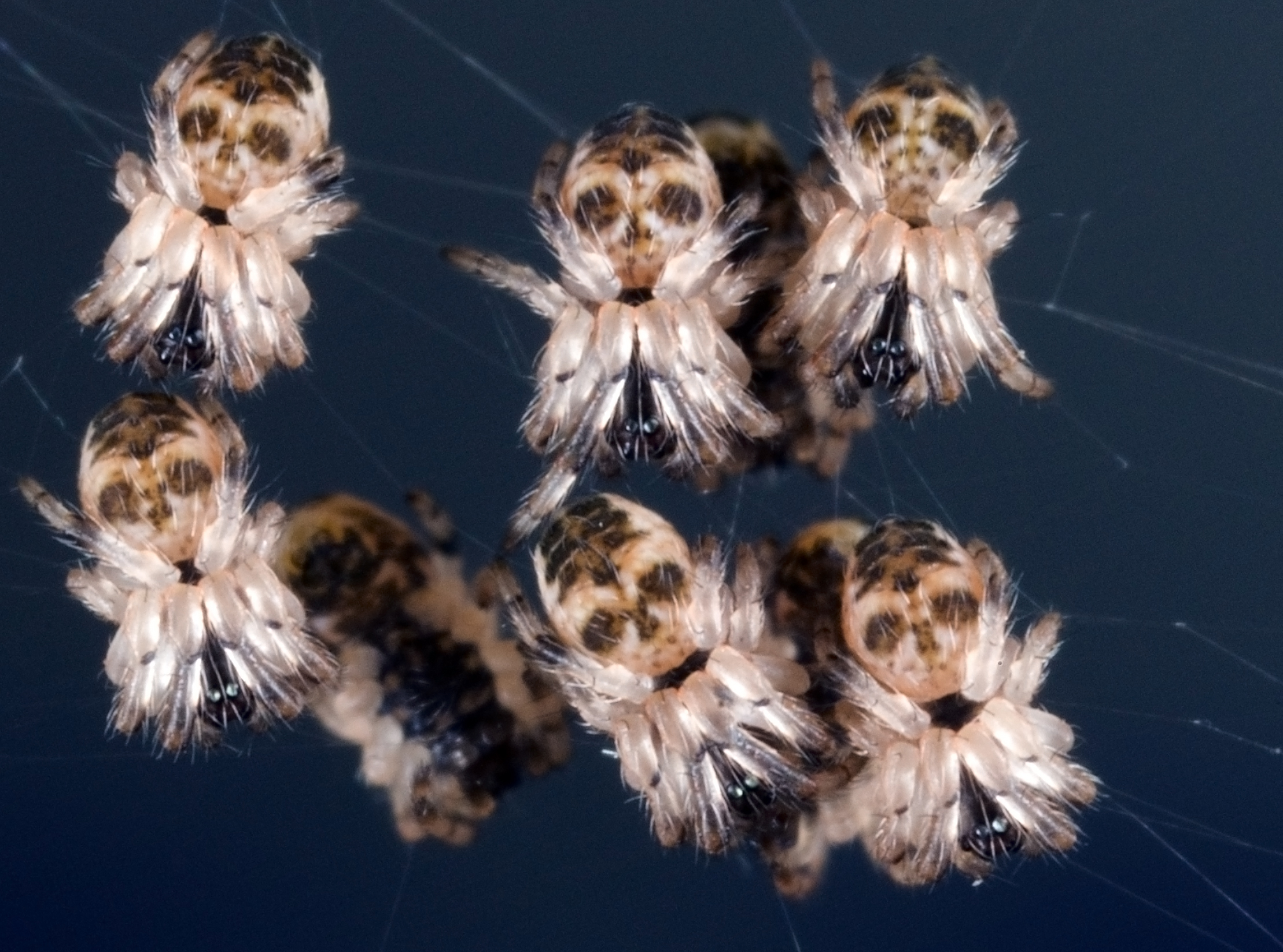
Новорожденные паучки Neoscona scylla
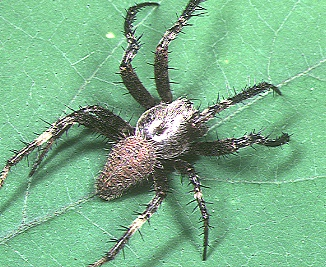
Самец N. scylla
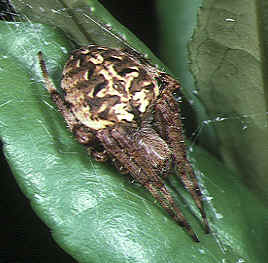
Самка N. scylla
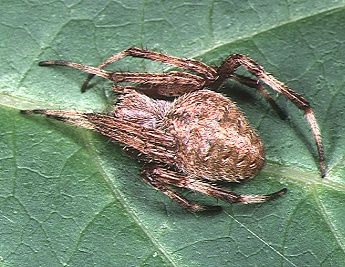
Самка N. scylla
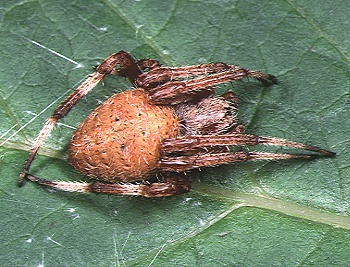
Самка N. scylla
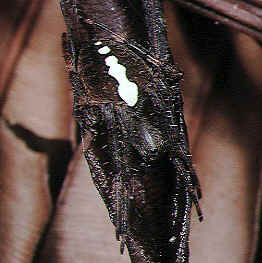
Самка N. scylla
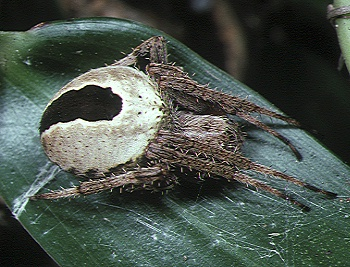
Самка N. scylla
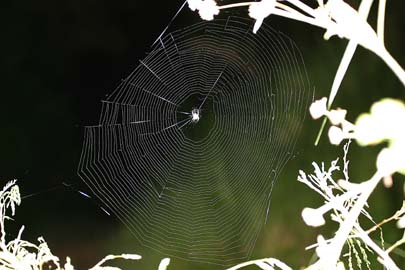
Ловчая сеть N. scylla